# Colomba (operetă)
Colomba este o operetă de Elly Roman.
Premiera a avut loc în 1957, la Teatrul Național de Operetă "Ion Dacian" București.